# Physcomitrium hookeri
Physcomitrium hookeri là một loài Rêu trong họ Funariaceae. Loài này được Hampe mô tả khoa học đầu tiên năm 1844.